# 蕭機
安成煬王蕭機（499年—528年），字智通，南蘭陵郡蘭陵縣人，南朝梁安成康王萧秀之子。

## 生平
天監二年（503年），拜安成國世子。天監六年（507年），出京任寧遠將軍、會稽太守。後還京擔任給事中。天監十七年（518年），安成郡王萧秀去世。普通元年（520年），蕭機服闋，襲封安成嗣王，擔任太子洗馬，又遷任中書侍郎。普通二年（521年），遷任明威將軍、丹楊尹。普通三年（522年），出京任持節、督湘衡桂三州諸軍事、寧遠將軍、湘州刺史。大通二年（528年），蕭機薨于任上，時年三十歲，謚煬王。

## 評價
- 學識：“博學強記”，“著詩賦數千言”。
- 品行：“美姿容，善吐納”，“好弄，尚力，遠士子，近小人”，“好內”。
- 為官：在湘州刺史任上“專意聚斂，無治績，頻被案劾”，“怠政”。[1]

## 府佐
- 王沖，寧遠府長史，蕭機薨後監湘州事。[2]

## 兒子
- 蕭操，襲封安成蕃王[1]
- 蕭欣，後梁時紹封安成蕃王[3]